# Tre Kelley
Alfrie Eugene "Tre" Kelley III (Washington D. C.; 23 de enero de 1985) es un jugador de baloncesto estadounidense que actualmente se encuentra sin equipo. Mide 1,83 metros de altura, juega habitualmente en la posición de base. 

## Trayectoria deportiva
Es un jugador formado en South Carolina Gamecocks y tras no ser drafteado en 2007, se convertiría en un auténtico trotamundos del baloncesto mundial. 
Su experiencia internacional lo ha llevado a jugar entre otros en países como Croacia, Italia, Puerto Rico, Venezuela, Bélgica, Líbano, Grecia, China e Israel, entre otros.
También ha jugado en la Liga de Desarrollo de la NBA con Sioux Falls Skyforce y Austin Toros.
En 2016, llega a Turquía para jugar en el BEST Balıkesir Basketbol Kulübü y compartir batuta con su compañero Randy Culpepper.